# ОШ „Павле Савић” Београд
Основна школа „Павле Савић” је школа која се налази у насељу Миријево, у Београду, градској општини Звездара. Добила је име по Павлу Савићу, српском научнику - физичару и хемичару, члану и председнику САНУ. Изграђена је 1994. године.

## Историја
Школа је изграђена 1994. године и важила је за просторно највећу школску зграду грађену по стандардима модерне школе. Ђачки колектив је формиран од ученика основних школа „Вукица Митровић“ и „Деспот Стефан Лазаревић“ који су територијално припадали овој школи. Школске 1994/1995. године школа је имала 1700 ученика и 60 одељења. Наставнички колектив је већином  формиран од наставника и професора поменутих школа. На почетку свога рада школа је имала 120 запослених радника, од којих преко 80 чланова наставног особља.
Име "Павле Савић" школа је понела на основу одлуке Министарства просвете Владе Републике Србије и уз сагласност породице Савић.
Академик Душан Каназир је у децембру 1994. године посетио школу приликом свечаности постављања спомен бисте Павла Савића. Поред тога, школа и ученици добили су благослов патријарха Павла на Светосавској академији 1996. године.

## Опис школе
Школа има 32 учионице, холове, фискултурну салу, вишенаменску салу, библиотеку са медијатеком, кухињу са трпезаријом, специјализован кабинет за информатику опремљен компјутерима, просторе за наставничке припреме везане са учионицама, повољне хигијенске и санитарне услове, спортске терене и пространо двориште.
Од октобра 2018. године у школи се реализује пројекат „Школе за 21. век“. Школа је добила 30 micro:bit уређаја који се користе за програмирање и реализацију разних осмишљених пројеката. Формирана је секција Code club која ће са изабраним пројектом ићи на организована такмичења.
Под покровитељством Америчке амбасаде реализује се стипендијски програм ”The English Access Microscholarship Program” који пружа основе енглеског језика, траје две године и одвија се после школских часова. Кроз наставу енглеског језика и додатне активности ученици имају могућност да стекну увид у америчку културу и демократске вредности.
Насељу Миријеву, поред две постојеће, неопходна је још једна основна школа, што се види из потреба грађана односно ђака првака, од којих ће се у школу "Павле Савић" уписати 8 одељења првог разреда, уместо 11, колико их је било прошле 2019. године, и колико их има и у овој генерацији.